# Bernhard Günther (Politiker)

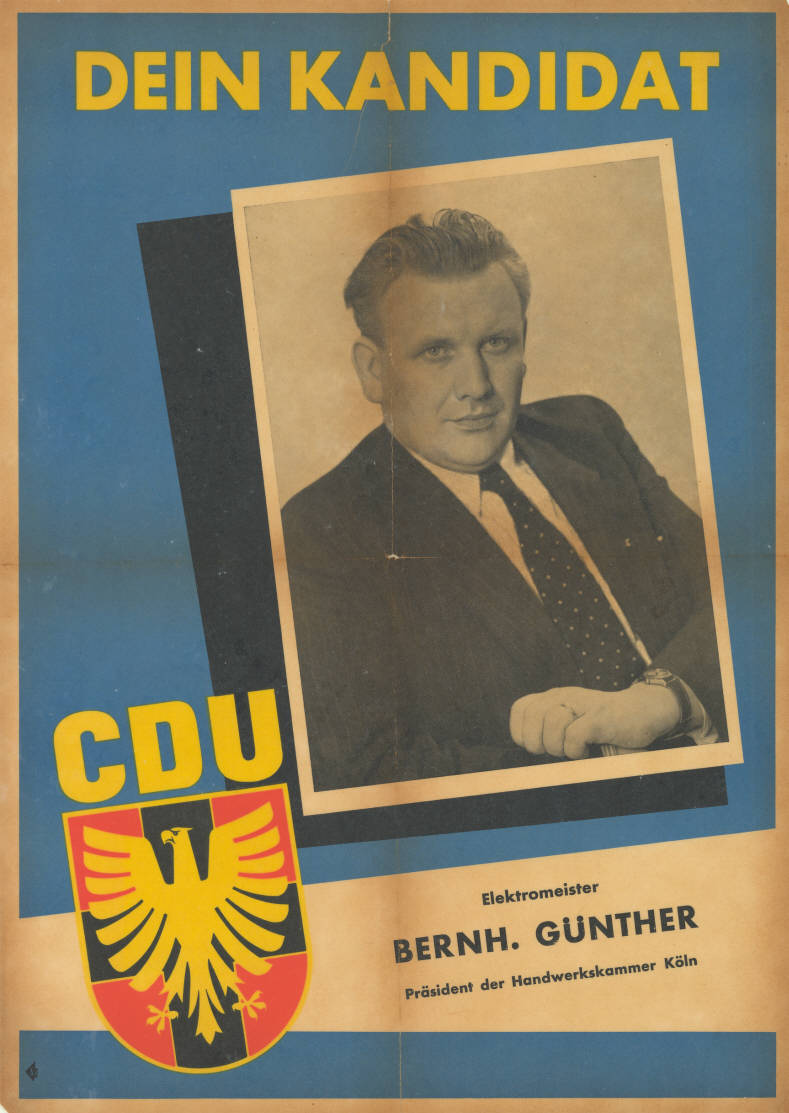
Kandidatenplakat Bernhard Günthers zur Bundestagswahl 1953

Bernhard Günther (* 4. November 1906 in Koblenz; † 31. Oktober 1981 in Köln) war ein deutscher Politiker der CDU.

## Leben und Beruf

### Vor 1945
Nach der Volksschule absolvierte Bernhard Günther, der Katholik war, an seinem Heimatort eine Lehre als Elektroinstallateur und legte 1924 die Gesellenprüfung ab. In dieser Zeit wurde er Mitglied im katholischen Gesellenverein. Nach Wanderschaft in Deutschland und Italien kehrte er im Herbst 1925 nach Köln zurück. 1926 wurde er als Elektroinstallateur bei den Gas-, Elektrizitäts- und Wasserwerken der Stadt Köln angestellt. Er wurde Mitglied der Elektro-Fachabteilung der Kolpingsfamilie und später deren Vorsitzender sowie Mitglied des Schutzvorstandes des Kolpinghauses Köln Zentral. Gleichzeitig begann Günther in der Zentrumspartei mitzuwirken, unter anderem in deren Jugendorganisation „Windthorstbund“. Er schloss sich auch den Christlichen Gewerkschaften an.
Wenige Monate nach der „Machtergreifung“ 1933 durch die Nationalsozialisten musste er aufgrund seiner Weigerung, NS-Organisationen beizutreten, die Elektrizitätswerke verlassen. Er legte 1935 die Meisterprüfung ab und übernahm vier Jahre später das Elektroinstallationsgeschäft Carl und Wilhelm Warnecke (Elektrohaus Bernhard Günther) in Köln-Ehrenfeld. Nachdem im Zweiten Weltkrieg das Gebäude, in dem sich das Unternehmen befand, sowie weitere Firmensitze schwer zerstört worden waren, wurden Familie und Unternehmen nach Pleiserhohn im Rhein-Sieg-Kreis evakuiert. Aufgrund seiner Tätigkeit für die Imbert Gas-Generatoren-Gesellschaft wurde Günther vom Kriegsdienst zurückgestellt.

### Ämter nach 1945
Kurz nach dem Einmarsch der amerikanischen Truppen in Köln 1945 kehrte Günther nach Köln zurück. Zwei Monate nach Kriegsende beauftragte ihn Regierungspräsident Clemens Busch zunächst kommissarisch mit der Übernahme des Präsidentenamtes der Handwerkskammer zu Köln. Dieses Amt übte Günther fast auf den Tag genau 30 Jahre aus. Nach dem Verzicht auf eine erneute Wahl zum Präsidenten wurde er zum Ehrenpräsidenten ernannt.
Günther war von 1949 bis 1951 auch Präsident des „Westdeutschen Handwerkskammertages“ und anschließend bis 1975 dessen Vizepräsident.
Zudem war er von 1947 bis 1975 Vorsitzender des Aufsichtsrats der Wohnungsgesellschaft des Rheinischen Handwerks AG und von 1949 bis 1954 Mitglied des Aufsichtsrats der Mittelhilfe e. G. Weitere Ämter waren Aufsichtsratsmitgliedschaften bei der Signal-Unfallversicherung a. G. (1954 bis 1977) und beim Kölner Verein, Krankenversicherung AG (1958 bis 1970), deren Fusion bis zur Signal-Versicherung er mit betrieben hat.
Von 1947 bis 1975 war Günther stellvertretender Vorsitzender des Aufsichtsrats der Kölner Messegesellschaft und stand außerdem dem Aufsichtsrat der Kölner Bank eG von 1948 bis 1973 vor.

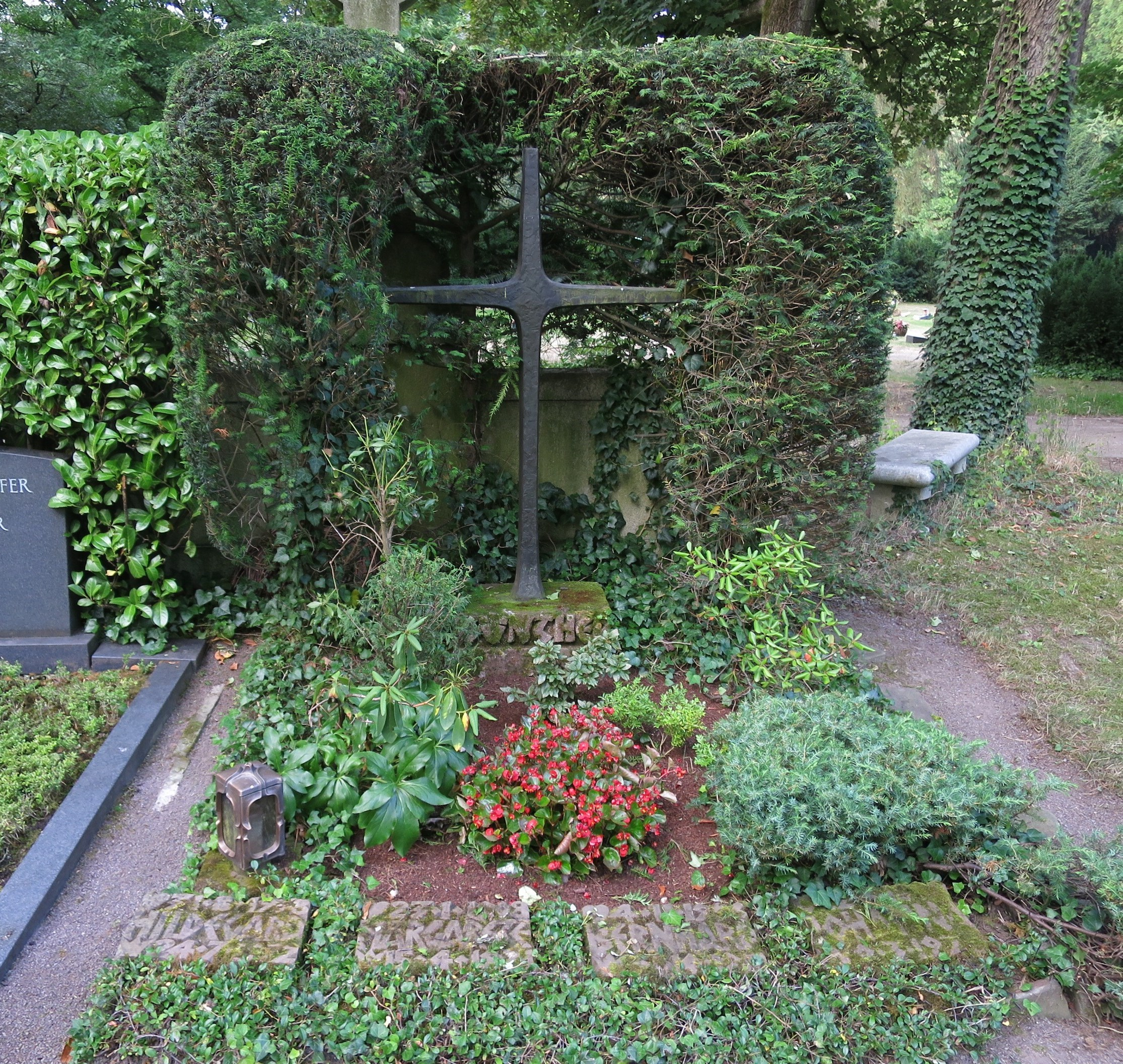
Grabstätte der Familie Günther

Er initiierte unter anderem mit Franz-Josef Knieps, dem späteren Präsidenten der Handwerkskammer, 1971 den Juniorenkreis, führte die Präsidentenfahrten ein, bei denen Vertreter des öffentlichen Lebens Handwerksbetriebe aufsuchten.
Er war an der Aufnahme der Kooperation mit der Chambre des Métiers du Rhône aus Lyon beteiligt, die mit der Handwerkskammer Köln seit 1956 im engen Kontakt steht. Es war sowohl für eine französische wie auch für eine deutsche Handwerkskammer die erste internationale Partnerschaft. Seit 1952 war Günther auch Mitglied des internationalen Studieninstituts des Mittelstandes in Brüssel, von 1972 an für drei Jahre auch dessen stellvertretender Vorsitzender.
Bernhard Günther starb 1981 wenige Tage vor seinem 75. Geburtstag. Er wurde im Familiengrab auf dem Kölner Melaten-Friedhof (Flur 94) beigesetzt.

## Politik
Von 1928 bis 1933 war Günther Mitglied der Zentrumspartei und Vorstandsmitglied von deren Jugendorganisation Windthorstbund. Er war 1945 Mitbegründer der CDU in Köln.
Seit 1947 war Günther Stadtverordneter in Köln, 1948 wurde er vom Landtag in den Wirtschaftsrat der Bizone gewählt. Günther gehörte dem Deutschen Bundestag seit dessen erster Wahl 1949 bis 1965 an. Er wurde im Wahlkreis Düren–Monschau–Schleiden, einer der damaligen Hochburgen der CDU, stets direkt ins Parlament gewählt, 1957 gar mit 73,0 % der Erststimmen.
Günther war im Finanz- und im Verkehrsausschuss des Bundestages. 1952 entsandte ihn die Bundesregierung – auf Vorschlag des Zentralverbandes des Deutschen Handwerks – in den Verwaltungsrat der Deutschen Bundesbahn. Auch nach seiner Parlamentszugehörigkeit blieb er dort bis 1978 tätig. Bekannt wurde er über die Kreise der Wirtschaftspolitik hinaus als Grenzland-Abgeordneter mit der Gründung der Deutsch-Belgischen Parlamentariergruppe in der Interparlamentarischen Union.
Als Abgeordneter setzte sich Bernhard Günther auch für die Interessen des politischen Katholizismus ein. Er übernahm den Vorsitz des 1951 gegründeten „Wilhelm-Böhler-Clubs“, benannt nach dem Leiter des Katholischen Büros in Bonn. In dem Böhler-Club trafen sich einflussreiche katholische Vertreter des öffentlichen Lebens in Bonn. Außerdem war er Mitglied im Zentralkomitee der deutschen Katholiken.

## Gemeinnütziges Wirken
In Köln setzte er sich für den Wiederaufbau des im Krieg zerstörten Kölner Rathausturms ein und gründete 1950 zum Zweck der Spendeneinwerbung den Verein „Bauhütte Rathausturm e. V.“, dessen Vorsitzender er auch war. Daneben war Bernhard Günther für Entwicklungshilfeprojekte aktiv.

## Ehrungen
- 1960 Handwerksabzeichen in Gold
- 1962 Kommandeur des Ordens Leopolds II (Belgien)
- 1964 Ehrenmitglied der Kolping-Meistergruppe Köln-Zentral
- 1965 Großes Verdienstkreuz des Verdienstordens der Bundesrepublik Deutschland
- 1967 Goldene Ehrennadel Deutscher Genossenschaftsverband (Schulze-Delitzsch) e. V.
- 1972 Goldene Medaille der Handwerkskammer Düsseldorf
- 1973 Kommandeur des Kronenordens (Belgien)
- 1975 Großes Verdienstkreuz mit Stern des Verdienstordens der Bundesrepublik Deutschland
- 1975 Komtur des Ordens Gregors des Großen
- 1976 Goldenes Ehrenzeichen des Internationalen Kolpingwerkes
- Komturkreuz des Cisneros-Ordens (Spanien)
- Kommandeur des Verdienstordens des Großherzogtums Luxemburg
- 2006 Steinrelief Bernhard Günther Historisches Rathaus Köln Löwenhofumgang
- In Köln-Niehl ist eine Straße nach ihm benannt.